# Comunità ebraica di Altamura

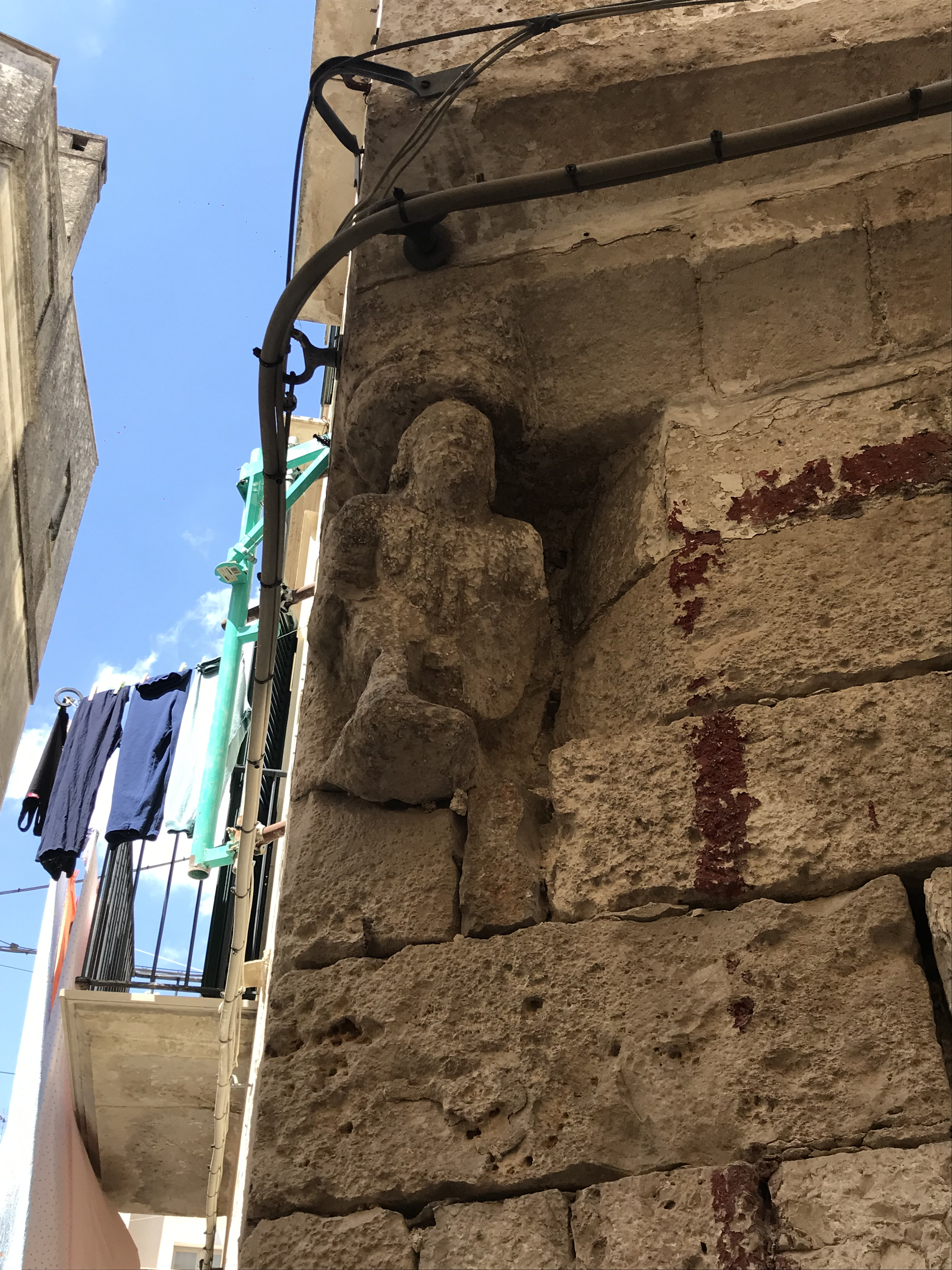
La cariatide situata all'ingresso di claustro Giudecca, ad Altamura

La comunità ebraica di Altamura era uno dei tre gruppi etnici della città di Altamura nel Medioevo assieme alle comunità greca e latina. La comunità ebraica ad Altamura attraversò una parte importante della storia della città, che va dal periodo di poco successivo alla sua fondazione (1232) fino alla loro definitiva eradicazione dal Regno di Napoli nel 1541 per opera di Carlo V d'Asburgo.

## Origine e diffusione in Puglia
Comunità ebraiche erano presenti in Puglia già dai tempi degli Antichi Romani. La prima testimonianza ufficiale sulla dimora di ebrei in Puglia è in una costituzione di Onorio del 398 d.C. Nel periodo tardoantico e medievale, le comunità ebraiche erano disseminate principalmente nelle città costiere e sul percorso della via Appia e, risalendo sulla via Appia da Taranto, degna di nota è la presenza di ebrei a Matera nell'836 e a Gravina in Puglia nel 1184-1185. È plausibile affermare che il periodo altomedievale non fu contrassegnato da intolleranza nei confronti degli ebrei in Puglia, fatta eccezione per i Bizantini che nel IX secolo d.C. uccisero alcuni ebrei a Otranto e costrinsero a battezzarsi la maggior parte degli ebrei di Oria. Durante il periodo dei Normanni (1042) e degli Svevi (1194) le comunità ebraiche pugliesi non subirono grossi turbamenti.
Attività diffusa tra gli ebrei era il prestito di denaro, i cui tassi d'interesse erano stabiliti per legge. Con i proventi di tale attività, gli ebrei dovevano provvedere non soltanto alla loro sussistenza, ma anche al pagamento della protezione da parte delle autorità ("dal monarca al vescovo, dal capitano cittadino all'ultimo gabelliere") che all'epoca era "di stampo mafioso".
Diversa fu la situazione durante gli Angioini, molto vicini alla Chiesa, i quali misero a dura prova la sopravvivenza di tale comunità all'interno del Regno di Napoli; molti di loro accettarono di battezzarsi, mentre altri furono costretti ad abbandonare il regno. Coloro che si battezzarono e accettarono la fede cristiana furono chiamati nelle fonti col nome di "cristiani novelli" o anche "neofiti". La repressione si attenuò alquanto con gli ultimi Angioini (1386-1442), mentre fu con gli Aragonesi (1442-1501) che la comunità ebraica del regno di Napoli rifiorì.
L'aggressione franco-spagnola contro il regno di Napoli e la trasformazione del regno in un viceregno controllato da Ferdinando II d'Aragona (1503) furono per gli ebrei l'inizio di un percorso discendente. In particolare nel 1510 fu emanato un editto di espulsione dal regno, composto da due prammatiche di espulsione, una per gli ebrei, l'altra per i cristiani novelli, fatta eccezione per duecento famiglie di tutto il regno alle quali fu concesso di rimanere. Già da qualche anno successivo al 1510, alcune famiglie ebree e di cristiani novelli osarono ritornare nel regno dal momento che nello stesso avevano la loro storia e i loro legami. I cristiani novelli, in particolare, erano interessati a dimostrare che erano cristiani a tutti gli effetti, le cui figlie avevano sposato cristiani a tutti gli effetti, e che la designazione di cristiani novelli non era che risalente ad antenati molto remoti.
Nel 1541 Carlo V d'Asburgo emanò il bando di espulsione definitiva degli ebrei dal regno di Napoli, e, da quel momento in poi, "solo il fanatismo religioso sarà capace di scoprirne ancora qualcuno e di suscitare per lui l'attenzione delle autorità".

## Ebrei ad Altamura dalla sua fondazione fino al 1541
La prima attestazione della presenza di ebrei nella città di Altamura risale a qualche anno successivo alla sua fondazione; in particolare, alcune carte angioine parlano della conversione di alcuni ebrei avvenuta nel 1294 ad Altamura. Tali conversioni furono il risultato della strategia adottata dagli Angioini, la quale mirava a convincerli della superiorità della fede cristiana attraverso lusinghe, minacce e vessazioni.
In un altro documento datato 15 maggio 1307, si narra come un cristiano novello dal nome di Guglielmo de Bonomiro fosse riuscito attraverso la conversione a mantenere il suo ingente patrimonio. Secondo l'accusa, de Bonomiro per mezzo delle sue ricchezze avrebbe corrotto le autorità e si sarebbe impossessato senza alcun procedimento giuridico delle proprietà (un mulino, un orto e un frutteto) di una certa Chura Donna e dei suoi figli. La ragione addotta era una presunta garanzia prestata dal de Bonomiro al marito defunto di Chura Donna. Nel documento si chiede al giustiziere di Terra di Bari di risolvere la questione secondo le leggi, in modo che "la giustizia non soccomba al favoritismo e alla potenza".
Nel periodo aragonese, gli ebrei tornarono a un nuovo periodo di splendore. Le comunità si rinvigorirono anche grazie agli immigrati tedeschi, francesi e spagnoli che si riversarono e si moltiplicarono le "giudecche". Anche Altamura possiede ancor oggi il claustro Giudecca (sebbene non più popolato da ebrei) e Cesare Colafemmina ipotizza che anche questa giudecca risalga probabilmente al periodo aragonese. Claustro Giudecca altro non è che un claustro, cioè uno di quei tipici raggruppamenti di abitazioni del centro storico della città di Altamura risalenti al Medioevo.
Nella città di Altamura erano presenti molti ebrei forestieri dediti al prestito di denaro. Tra i debitori figura la stessa città di Altamura (più propriamente la universitas di Altamura), la quale nel 1499 risultava indebitata della somma di 300 ducati più 100 di interessi col banchiere barlettano Abramo Levi e il regio commissario Sberlo Benet cominciò a incarcerare i cittadini che avevano fatto da garanti per il prestito. La città di Altamura ricorse alla Sommaria per chiedere una dilazione di pagamento e la cancellazione degli interessi.
Altri documenti della Sommaria riportano come in quello stesso periodo nella città di Altamura (così come in altre città del regno) fosse stremata e grande fosse il desiderio di sbarazzarsi dei debiti distruggendo i pubblici strumenti oppure fabbricando delle false ricevute di pagamento. L'attività di credito era esercitata anche dai cristiani novelli, presenti sin dai tempi degli Angioini e nel 1469 si contavano ad Altamura venti famiglie (chiamate all'epoca "fuochi" nei documenti amministrativi).
Degno di nota è anche il fatto che gli altamurani protessero la loro comunità di cristiani novelli, sebbene tale protezione non fosse disinteressata, ma tesa a ottenere la cancellazione dei debiti. Diverso fu, invece, il comportamento degli altamurani nella vicina città di Acquaviva delle Fonti, dove essi saccheggiarono e incendiarono le case dei loro creditori riprendendosi i pegni e distruggendo i documenti che provavano i loro debiti.
Quando il regno di Napoli passò sotto il controllo di Ferdinando il Cattolico (1503), fu per gli ebrei del regno l'inizio della loro dissoluzione. Nel 1510 fu emanato l'editto di espulsione dal regno, sia per gli ebrei che per i cristiani novelli. Le famiglie di cristiani novelli di Altamura abbandonarono la città sin da subito e l'assenza della loro contribuzione fiscale indusse la città di Altamura a chiedere a Napoli una revisione dei contributi fiscali che tenesse conto del ridotto numero di fuochi. Da un documento del 1517 si evince che le famiglie di cristiani novelli altamurane che nel 1510 abbandonarono il regno erano sedici. Poiché l'editto riguardava le famiglie di cristiani novelli convertite di recente, già nel 1512 sei dei sedici fuochi osarono ritornare ad Altamura, dal momento che la loro vita e i loro affetti erano nella città. Alla loro partenza, tali famiglie avevano venduto tutto e al loro ritorno erano pertanto nullatenenti, incapaci di contribuire come prima al fisco cittadino. Molte di queste famiglie cercarono di dimostrare che la loro designazione di cristiani novelli fosse un qualcosa di remoto e relegato a un lontano passato, essendo ormai cristiani a tutti gli effetti, i cui figli avevano sposato cristiani de natura.
A partire da quel momento, i cristiani novelli di Altamura erano divenuti "una realtà insignificante" e sicuramente riuscirono a ottenere la dimora nella città. Anche gli ebrei erano pochi e si dedicavano più al piccolo commercio che al prestito di denaro A partire dal 1541, col bando di espulsione di Carlo V d'Asburgo, "ebrei e cristiani non conteranno nel regno di Napoli più nulla"..

## Considerazioni conclusive
In conclusione è possibile affermare che la città di Altamura fu per ebrei e cristiani novelli un porto sicuro relativamente ad altre città del regno. I contrasti che ci furono erano più di natura finanziaria e non furono determinati tanto dall'intolleranza religiosa. Ciò è testimoniato anche dal fatto che molti 
cristiani novelli delle città limitrofe si stabilirono nella città di Altamura.